# Šari Arison
Šari Arison (hebrejsky שרי אריסון, narozena 9. září 1957) je izraelsko-americká podnikatelka a majitelka řady společností, mezi něž se řadí například banka ha-Po'alim.
Podle časopisu Forbes je k roku 2007 nejbohatší ženou Blízkého východu a jedinou ženou mezi dvaceti nejbohatšími lidmi této oblasti. K roku 2011 odhadl Forbes její majetek na 5,1 miliardy dolarů, čímž se stala 200. nejbohatším člověkem na světě a třetím nejbohatším v Izraeli. Téhož roku ji označil za 57. nejmocnější ženu světa.

## Biografie
Narodila se v New Yorku do rodiny podnikatele Teda Arisona a Miny Arisonové-Sapirové a má staršího bratra Mickyho. V roce 1966 se po rozvodu rodičů přestěhovala s matkou do Izraele. Ve dvanácti letech se vrátila zpět do Spojených států, kde žila s otcem, a po pěti letech se následně vrátila do Izraele, aby nastoupila k povinné vojenské službě v izraelské armádě.
Byla celkem třikrát vdaná, naposled za podnikatele Ofera Glazera, a z manželství má čtyři děti. V roce 1999 zemřel její otec a odkázal jí 35 procent svého majetku. V roce 2003 způsobilo její rozhodnutí propustit 900 zaměstnanců banky ha-Po'alim vlnu protestů.
V roce 2005 byla v internetové soutěži 200 největších Izraelců zvolena 56. největším Izraelcem všech dob.
V březnu 2009 sponzorovala třetí ročník izraelského „Dne dobrých skutků,“ při němž se její nezisková organizace Ruach Tova snažila inspirovat tisíce Izraelců k dobrovolnictví. V rámci této události, která se odehrála v Tel Avivu, vystoupil Palestinský mládežnický orchestr při hodinovém koncertu před přeživšími holocaustu. Během koncertu hráli arabské melodie a písně míru, avšak po návratu sboru do Dženínu byla sbormistryně palestinskými úřady odsouzena za „využívání dětí k politickým účelům“. Celý incident si získal pozornost médií. Samotná sbormistryně byla následně vyhnána ze svého domu v Dženínu.